# Iso-Taula
Iso-Taula är en sjö i kommunen Jämsä i landskapet Mellersta Finland i Finland. Sjön ligger 111,1 meter över havet. Arean är 70 hektar och strandlinjen är 7,38 kilometer lång. Sjön  ingår i Kumo älvs huvudavrinningsområde.   Den ligger omkring 68 kilometer sydväst om Jyväskylä och omkring 200 kilometer norr om Helsingfors. 